# Fife Symington
John Fife Symington III (Nacido el 12 de agosto de 1945) es un empresario y político estadounidense. En 1990, fue elegido para servir el primero de dos mandatos consecutivos como el 19º gobernador de Arizona. Durante su segundo mandato, Symington renunció a la oficina del gobernador, luego de una condena por cargos de extorsión y fraude bancario, una condena que luego fue anulada. Antes de su ingreso en la política, Symington sirvió en la Fuerza Aérea de los Estados Unidos y estuvo estacionado en la Base de la Fuerza Aérea Luke cerca de Glendale, Arizona. Es miembro del Partido Republicano.